# Matthias Habich
Matthias Habich (* 12. ledna 1940, Gdaňsk) je německý herec.
Po tom co byli Němci vyhnáni z Polska, musela se i jeho rodina přestěhovat. Dnes žije v Paříži. V roce 2001 si zahrál ve filmu Nepřítel před branami, jako polní maršál Friedrich Paulus. Ve filmu Pád Třetí říše se ocitl v roli Wernera Haaseho.

## Filmografie (výběr)
- Rána z milosti (1976)
- Jack Holborn (1982)
- Mrchožrouti (1984)
- Nepřítel před branami (2001)
- Nikde v Africe (2001)
- Pád Třetí říše (2004)
- Předčítač (2008)